# Notocephalius hartmeyeri
Notocephalius hartmeyeri är en insektsart som beskrevs av Jacobi 1909. Notocephalius hartmeyeri ingår i släktet Notocephalius och familjen dvärgstritar. Inga underarter finns listade i Catalogue of Life.